# Papp József (jogász)
Erzsébetvárosi Papp József Antal (Erzsébetváros, Kis-Küküllő vármegye, 1873. szeptember 17. – Budapest, 1944. február 6.) Kolozsvár főispánja, jogi doktor, ügyvéd, lapszerkesztő.

## Életpályája
A Küküllő vármegyei Erzsébetvárosban örmény származású családba született. Apja erzsébetvárosi Papp Antal kataszteri becslőbiztos, anyja Lukáts Janka. Testvére erzsébetvárosi dr. Papp Antal György pénzügyminisztériumi államtitkár, a Magyar Cserkészszövetség elnöke. Szülőhelyén végezte a középiskolai tanulmányait, a felsőbbeket pedig Brassóban. A budapesti egyetemen jogi diplomát szerzett 1895 januárjában. 1896 júniusában ügyvédi vizsgát tett és 1897 októberétől Kolozsvárt ügyvédi gyakorlatot folytatott.

## Társadalmi szerepvállalása
A népbank részvénytársaság, a középkereskedők bankjának, a báró Hirsch-egyletnek, az erdélyrészi gazdatiszti egyletnek, a kolozsvári hírlapírók szindikátusának stb. jogtanácsosa és ügyésze; a törvényhatósági bizottságnak választott tagja, a kolozsvári függetlenségi és 48-as párt titkára volt.
Cikkei a Jogtudományi Közlönyben (1896. Válasziratban foglalt csatlakozási kérelem benyújtási határideje), az Erdélyi Gazdában (1898. Épületek a haszonbérleti viszonyban, 1904. A szolgálatadó cselédje és a gazdatiszt) jelentek meg.
A Kolozsvári Ujság című politikai napilapnak 1901. december 29-től 1903. június 17-ig felelős szerkesztője, később főszerkesztője volt. Többek között több száz politikai vezércikket, társadalmi kérdéseket, valamint Kolozsvár város gazdasági, pénzügyi és közigazgatási kérdéseit tárgyaló cikket írt a lapba.